# トロリーバス

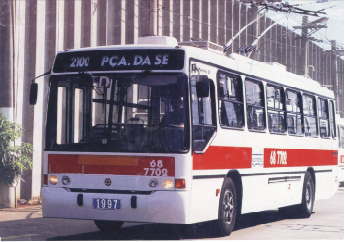
サンパウロのトロリーバスは、1990年代に解体されて代替車に交換されるまで使用されていた。一部は保存され、その他はSPの首都の南で稼働していた。

トロリーバス （英語: trolleybus, trolley bus, trolley coach）とは、道路上空に張られた架線（架空電車線）から取った電気を動力として走るバスを指す。「トロリー」とは、集電装置の先端に備わる「触輪」のこと。外観も操縦法も普通のバスに近い。略してトロバスとも呼ばれ、日本語では無軌条電車（むきじょうでんしゃ、英語: trackless trolley, trackless tram）と訳される。
日本では、かつて都市部の路上で運行されていた当時は軌道法、その後は鉄道事業法に準拠する交通手段として、鉄道車両に分類されている。電気バスも同じく電気で走るが、架線からの集電装置がなく、法律上は自動車扱いとなることからトロリーバスには含まれない。

## 概要

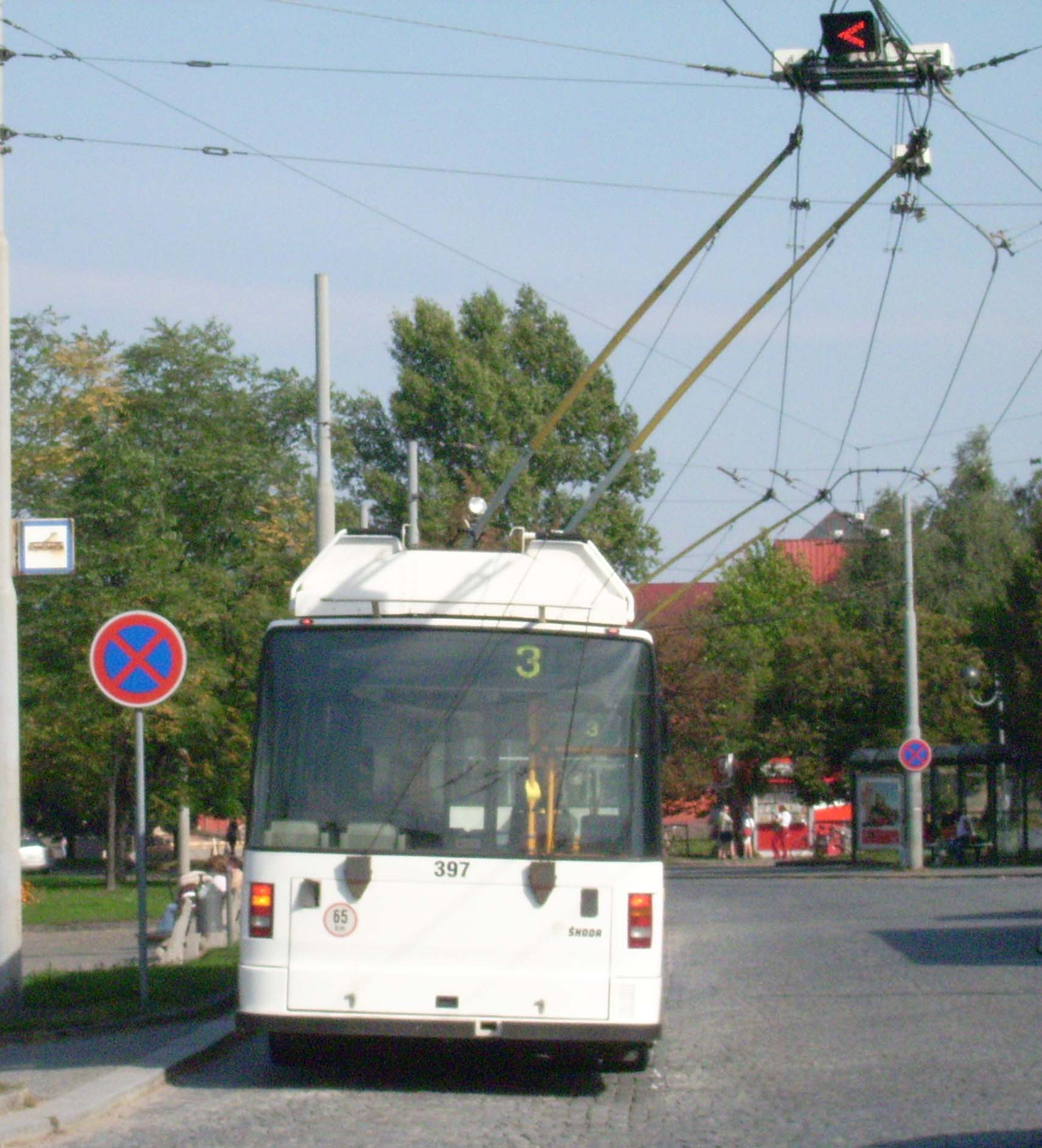
架線交差部を通過するトロリーバス（チェコ、2006年）

トロリーバスは路面電車とバスの特徴を兼ね備えた交通機関で、排気ガス（排出ガス）が発生しない、軌道を敷設する必要がない、などの長所を持つ。しかし、進路上に障害物があってもトロリーポール（集電装置）の可動範囲を超えた操向ができず、通常の運転でも稀にトロリーポールが架線から外れるトラブルが起こることもある。架線が分岐・交差する個所ではトラブルが起こりやすく、その手前では減速する必要があり、後続車列で充分な車間距離が保たれていないと交通渋滞を招く。現在は自動車交通量の増加に加え、性能が高いディーゼルエンジンやハイブリッド方式、蓄電池式の大型路線バスの出現とともに廃止が進んでおり、日本では市街地を走るトロリーバス路線は全て廃止されている。世界的にはソ連の影響下で都市計画を行った社会主義国・旧社会主義国の都市には今も多く残されている。さらにカナダなどの水力発電による豊富で安価な電力が安定して供給される地域でも利用されている。
給電用の架線が張れない場所で走行するための小排気量の補助エンジンを持つものもある。このエンジンは発電用ではなく、車両を直接推進するために用いられ、日本でもかつて都営トロリーバスで、電化された鉄道の踏切を渡るために使用するものがあった。最近では、ディーゼル発電機を搭載したハイブリッド方式や蓄電池を搭載した車両が開発され、架線がない道路でより長距離を走行できるようなものもある。中国 北京市では、王府井の繁華街の景観対策や長安街の横断対策（建国記念日である国慶節や節目の年には大規模な軍事パレードがあるため、架線を張ることができない）に利用されている。

## 構造

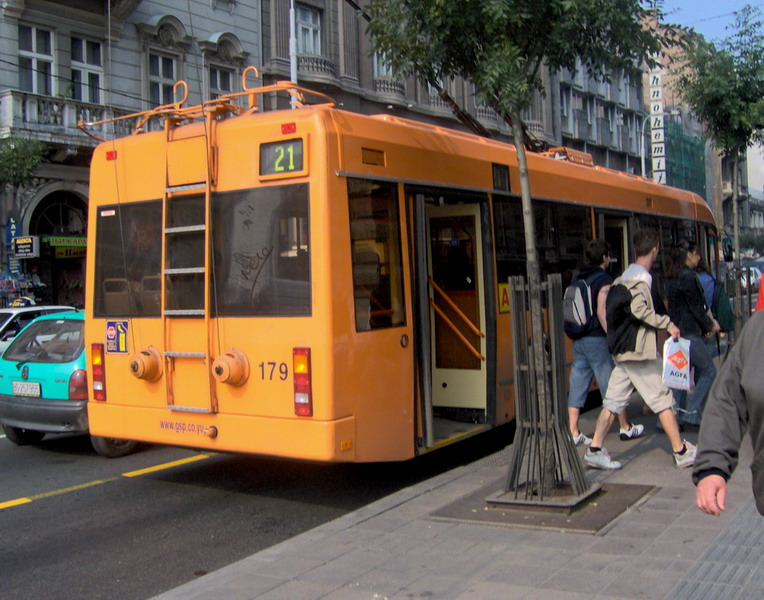
トロリーバスの後部。リトリーバーが設けられている（セルビア、GSPベオグラードの車両）。

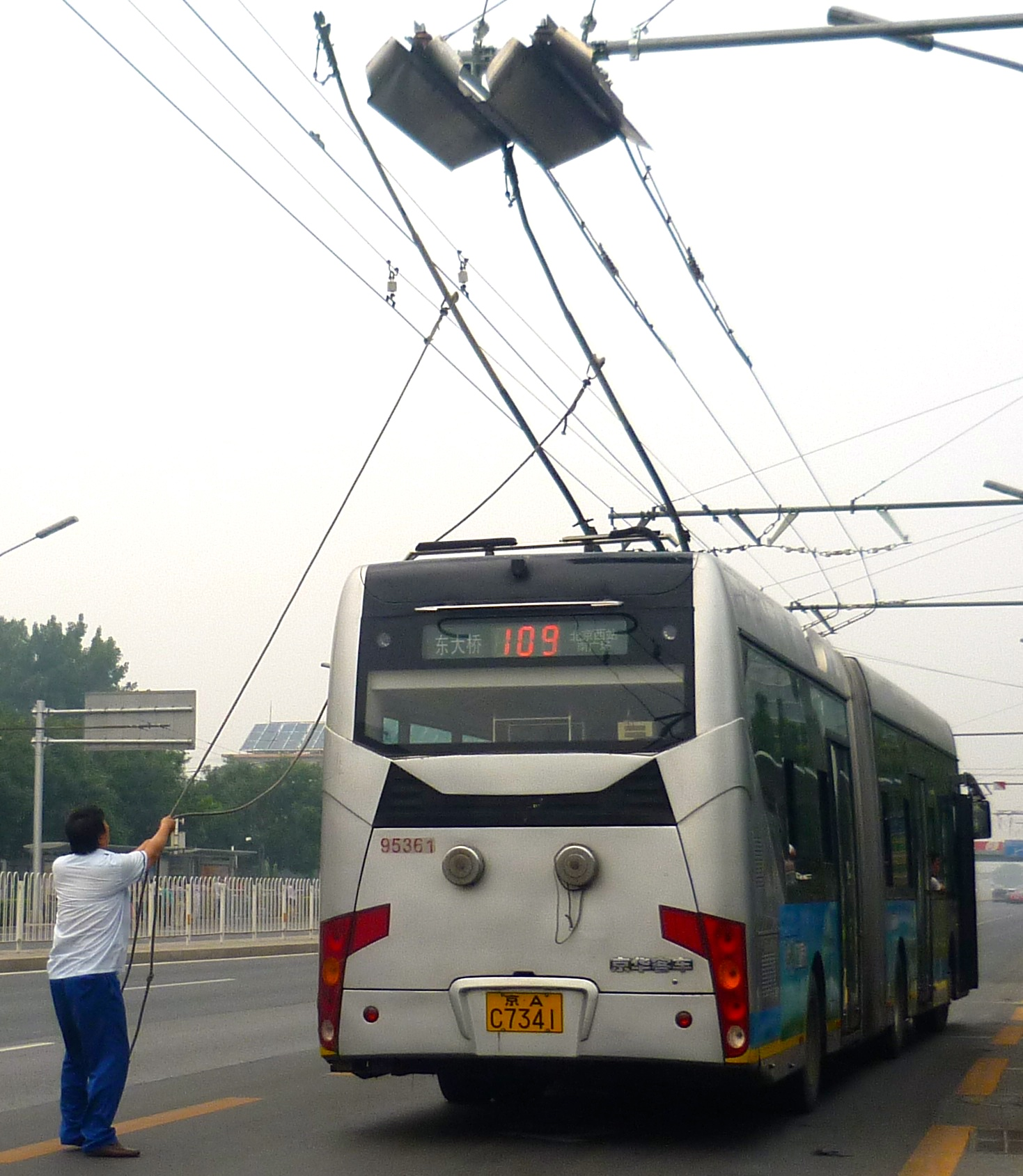
外れたトロリーポールを掛け直す運転手（北京市、2011年）

道路上の架線（トロリーワイヤ = trolley wire）から棹状の集電装置（トロリーポール = trolley pole）を用いて集電して電動機を回し、動力とする。このトロリーから集電して走ることから「トロリーバス」と呼ばれる。トロリーポール先端部の架線と接触する部分は、ごく初期においては路面電車と同様な滑車（トロリーホイール = Trolley wheel）が用いられたが、トロリーバスは道路状況によっては架線の直下を大きく外れて走る必要があるため、滑車では架線との角度が大きくなった場合の追従性が不十分であり、U字断面で自由に回転できるスライダー（摺り板）式が開発され、普及した。
タイヤは普通の自動車と同じゴムタイヤである。外観も屋根上のトロリーポール以外は普通のバスとほぼ同じだが、動力源や主制御器は電車に等しい。ただ、普通の電車と違って線路にアース（帰電）させることができないため、架線は+と-の2本で、2本のトロリーポールをそれぞれ並行する架線に当てている。
トロリーポールと架線のそれぞれの剛性やトロリーポールの遠心力の問題から、カーブを曲がる時などに速度を出しすぎたり、急カーブを切ろうとすると、しばしばトロリーポールが架線から外れてしまうことがあり、その場合は一旦車両を停止させ、乗務員（運転士や車掌）が車両の後ろに回り、トロリーポールのケーブルを引っぱって、架線にトロリーポールを掛け直す必要がある。架線を外れたポールが跳ね上がって吊線（スパン ワイヤー）を切断することを防止するため、離線時のポールの上昇を防止するキャッチャーや、ぜんまいばねの働きで引きひもを巻き取り、ポールを下降させるリトリーバー（レトリーバー）が車体後部に設けられている。また離線をしなかった場合でも、車線を間違えた場合や、わずかなトロリーポールの揺れ等で、行くべき方向と異なる側の架線に繋がってしまった場合も、手動でトロリーポールを下ろして正規の架線に繋ぎ戻す必要がある。
なお、前述の理由で離線した時に安全で交通の妨げにならない場所まで車両を移動するとき、部分的に架線を取り付けることのできない区間（鉄道の電化区間にある踏切など）を走行するとき、道路工事、事故、火災、災害などで本来の路線の道路が通行止めになった際、一時的に路線外の道路を使用して迂回するときなどのため、補助エンジンやバッテリーを搭載している車両が主流になっている。また、かつては車体の絶縁技術が不十分であったことから、しばしば漏電を起こして乗客や運転士が感電することもあった。

## 類似交通機関との比較

### 鉄輪式の路面電車との比較

#### 長所
- 軌道が不要。
  - その建設やメンテナンスが不要。
  - 歩行者や他の乗り物にとって邪魔な段差が無い。
- ある程度障害物を避けられる。
- 前輪の方向を変えて曲がる（ステアリング）ため、急カーブでも走行できる。
- ゴム製タイヤで走行する利点。
  - 沿線への振動や騒音が少ない。特に急曲線通過時や制動時に発生する「きしり音」がない。
  - 急勾配でも登り降りができる。
  - 路面との摩擦係数が大きく加減速性能が高い。

#### 短所
- 空気入りゴムタイヤは転がり抵抗が大きいため、消費電力が多い。
- トロリーポール集電のため電車線分岐・収束部の構造が路面電車より複雑で、故障やポール逸脱も起きやすい。
- ゴム製のタイヤのため、鉄輪に比べ磨耗が速く、交換周期が短い。
- 鉄輪式と異なり、アース（帰電）対策が別途必要となる。
- 混合交通となる道路を利用するため、右左折時の交差点支障時間などの理由で、長編成化に限度がある。

### バス（内燃車）との比較

#### 長所
鉄道における気動車に対する電車の優位性と共通する点が多い。
- エンジンと変速機が必要ないため車両が安い。
- 電動機で走行するため、内燃車のような排出ガスがない。
- 走行用の重いバッテリーを積まなくてよい電気自動車（BEV）のようなもので、（発送電も含めて）総合的な二酸化炭素排出量が少ない。
- 電動機で走行するため、燃料や冷却水の搭載や補給が不要で、電気バスのような充電も不要で運転費が安く済む。
- 電動機で走行するため、騒音が少ない。
- 電動機で走行するため、振動が少なく、変速時の衝動もない。
- 架線から給電されるため、燃料タンクやバッテリー容量による航続距離の制限がない。
- 起動時から大トルクを発揮できる。都市部では加減速が頻繁であり、急な坂道での運用もあるため有利である。
- パワーパック（電動機・制御装置）が占める割合が比較的小さくて済む。
- 内燃機関式のバスと比べてメンテナンス項目が少なく、車両の寿命が長い。
- 海抜が高く、酸素の薄い場所でも出力が低下しない。

電動機で走行することは、内燃機関のバスとの比較では上記のような利点があるが、電気を動力とする電気バスとの比較では一部の項目を除き同等である。

#### 短所
- 停電時には走れない。
- 架線が必要である。
  - 架線の敷設や維持のために費用や時間がかかる。
  - 路線の改廃が難しく、道路支障時などの迂回運行ができない。
  - 路線となる道路を通行する他車の最大高が架線の高さ未満に制限される。
  - 架線や架線柱が沿線の景観を損ねる。
  - 変電施設の設置が必要。
  - 架線からずれることができる距離に制限がある。
  - 架線を共用するため、前のバスを追い越せない。
  - 架線の分岐部や交差部でトロリーポールが外れるトラブルが比較的起こりやすく、その回避のための一時減速が交通支障の原因となりうる。ただし、現在はバッテリーや補助動力などを併用したものも開発されており、必ずしも架線からの常時給電が必要ではなくなっている。
- 鉄道・軌道としての法規制を受けることからの問題。
  - 路線バスに比べると監督官庁への諸届等の事務量が多く煩雑である。
  - 乗務員の育成および研修が煩雑であり、路線バスと比較して多大なコストがかかる。
- トロリーバスが一般的でない地域が多い。
  - 路面電車とバスの両者に比べ、とくに日本では国内にメーカーが少なく製造費が割高で、補給部品の面でも不利になりやすい。

総じて、車載バッテリーを主電源とする電気バスの技術向上により、あえて架線から集電する方式のトロリーバスを存続させる意味が希薄化しつつある。

## 歴史及び現況

### ヨーロッパ諸国

#### トロリーバスの誕生

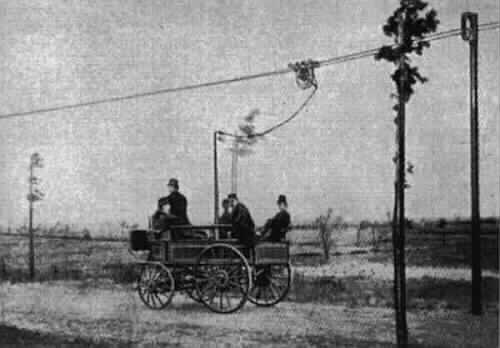
1882年、ドイツのベルリンの世界初のトロリーバスである"エレクトロモト"

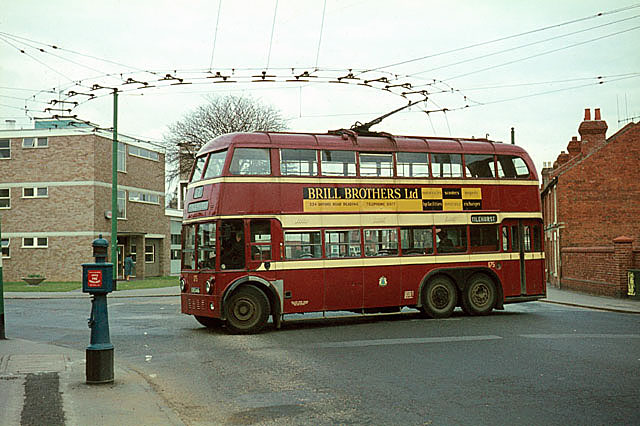
ループ線で折り返すイングランド・レディングの2階建てトロリーバス（1966年撮影）

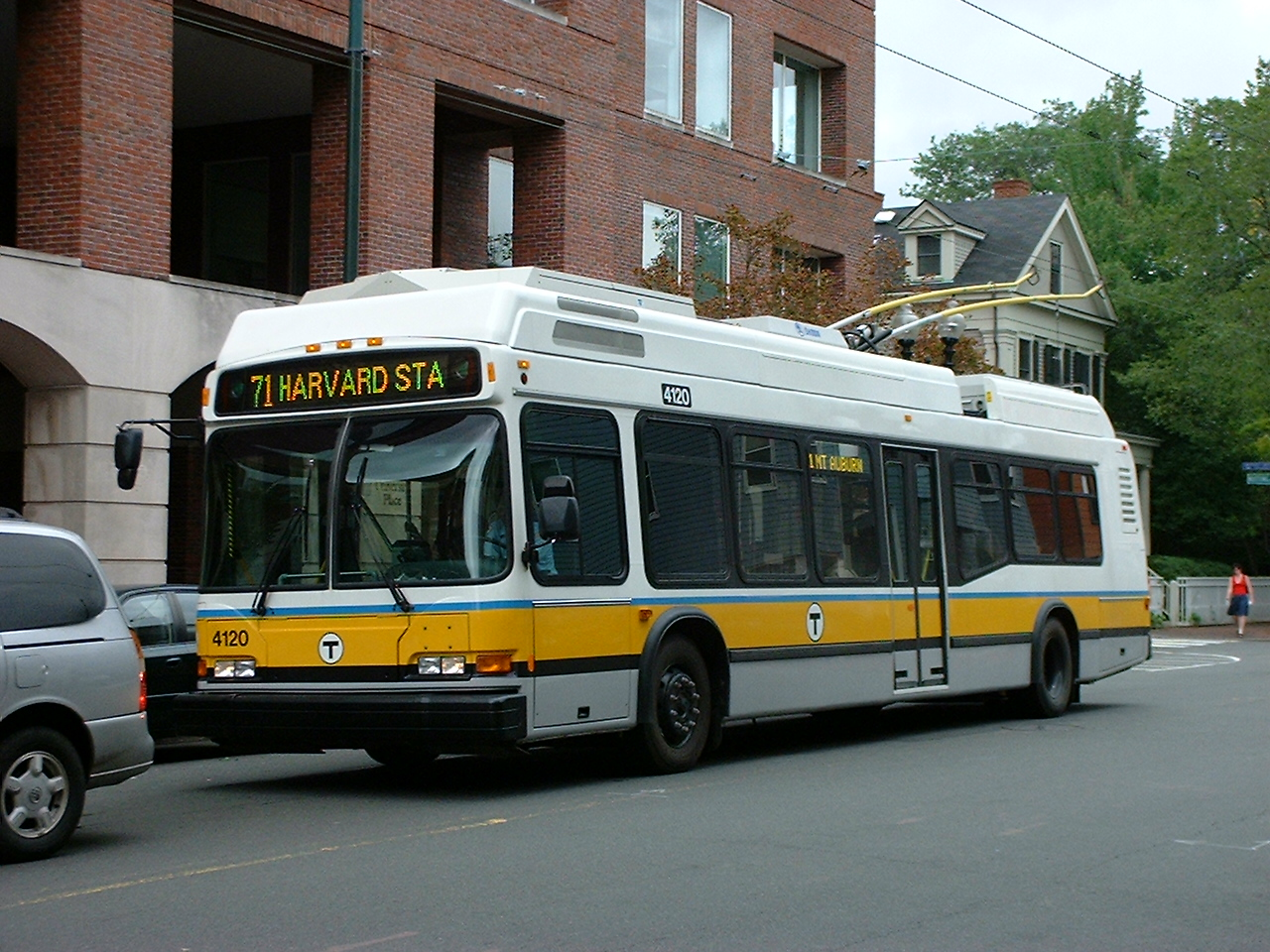
マサチューセッツ州ケンブリッジのハーバード・スクエア付近の新しいMBTAトロリーバス

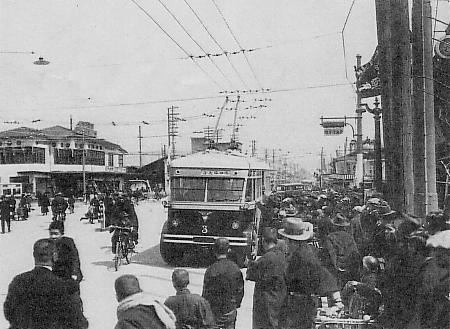
京都市のトロリーバス（1930年代）

1882年4月29日に、ドイツのヴェルナー・フォン・ジーメンスがベルリン郊外のハレンゼー（Halensee）付近で540メートルの区間で運行を開始したのが世界初のトロリーバスとされる（"エレクトロモト"の試験運行）。車体は開放式馬車をそのまま用いた形態となっていた。この実験は同年6月13日まで続けられた。この実験の後、1900年に開催されたパリ万博でデモンストレーションを行うなどヨーロッパ各地で実験が行われ、アメリカ合衆国などにも伝わった。集電方式については当初、小さな車輪を架線に載せ、これを柔軟性のある送電線で車体とつないで引っ張りながら走行する方法が採られていたが、後にトロリーポールが使用されるようになった。
世界初の営業運転は1901年7月10日、ドイツ・ドレスデン郊外のケーニッヒシュタインとヒュッテンの間で行われたものとするのが通説であるが、この路線は1904年に廃止され短命に終わっている。このときの車両では前後に並べた2本のトロリーポールで集電を行う方式が採用された。

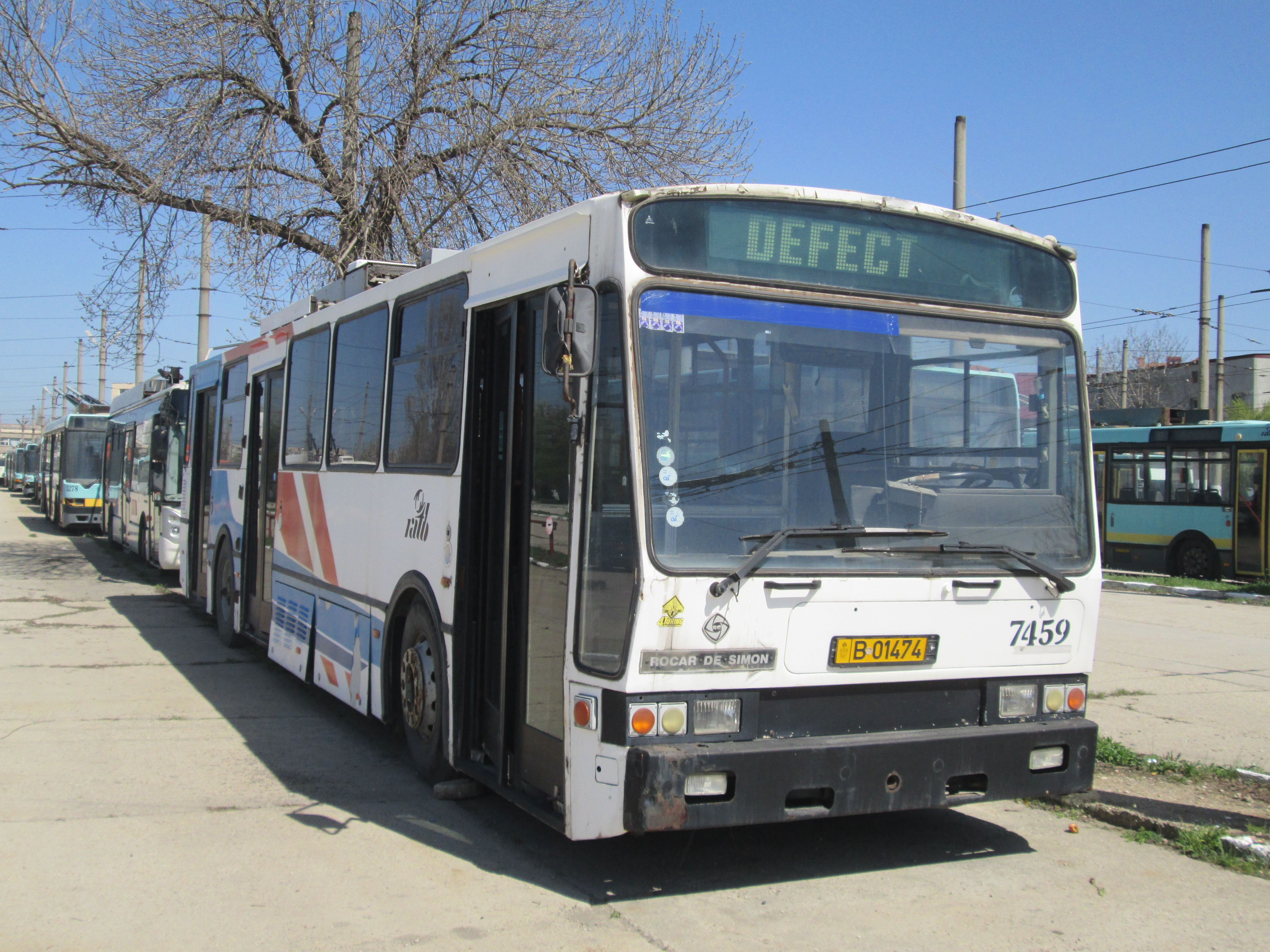
ロカール・デ・サイモン 412EA（Rocar De Simon）
ブカレストのバスターミナルに停車中のトロリーバス（2018年撮影）

1900年代初めには各国でトロリーバスの営業が開始されている。

#### ドイツ
ドイツはトロリーバス発祥の国であり、初めて営業運転が行われた国でもある。ポツダムなどでは現在でも都市交通として活躍している。

#### フランス
1901年7月15日にフォンテーヌブローで路線が開業した。また、1900年代初めにはフランスのリヨンでもトロリーバスが営業を開始した。パリでは1912年に路線が開業している。

#### イギリス
1911年に初の営業路線がイングランド北部のリーズとブラッドフォードの間に開業した。イギリスのトロリーバスは2階建て仕様車が多く、かつてはロンドン市内でも2階建てトロリーバスが見られた。しかし、現在は都市交通でのトロリーバスは全廃されている。

### アメリカ合衆国
1903年、スクラントンにおいて実験的な運行が行われ、1910年にはロサンゼルスで旅客営業が開始された。
アメリカ国内には観光地を中心にトロリーバスまたはトロリーと称するバス(en:Tourist trolley)が多く運行されているが、これらはレトロ調の車体を使用したディーゼルエンジンまたはガソリンエンジンの通常のバスである（ファンタスティックバスも参照）。
このほかに、現在も、サンフランシスコ、シアトルなどの一部の大都市で架線集電によるトロリーバスの営業運転が行われている。
また、これらの都市での営業運転だけでなく、イリノイ鉄道博物館などのように旧型のトロリーバスの動態保存に取り組んでいる団体もある。

### ロシア
ロシアの首都モスクワは路線延長1251キロメートル、保有車両1,851両で、年間6億5千万人を輸送する世界最大のトロリーバス都市であったが、2020年8月末日をもって事実上の廃止となった。廃止の理由は、電気バスへの移行と利便性の向上のためとされているが、明確な理由は明らかにされておらず、一部の住民はモスクワ市長の利権がらみとして反発している。
旧ソビエト連邦などでは貨物運送目的のトロリートラックが採用されている例がある。

### 日本

#### 歴史
1912年（明治45年）には東京市電気局によってトロリーバスの実験車両が試作され、4月11日に浜松町の工場から数寄屋橋車庫まで運転された。また、1926年（大正15年）には日立製作所がフォード製の自動車を改造し、三相交流式のトロリーバスを試作している。
日本におけるトロリーバスの初めての営業運転は、1928年（昭和3年）8月1日に阪神急行電鉄（現在の阪急電鉄）花屋敷駅（廃駅）と新花屋敷（現在の川西市満願寺町付近）の間1.3キロメートルを結ぶ区間で運行を開始した日本無軌道電車とされる。温泉宿・遊園地へのアクセス路線として、当時のバス（ガソリンエンジン）では登坂不可能であった急勾配を越えるためのものだった。しかし業績不振により、1932年（昭和7年）1月に休業、同年4月には廃止され、開業後わずか4年弱という短命に終わった。

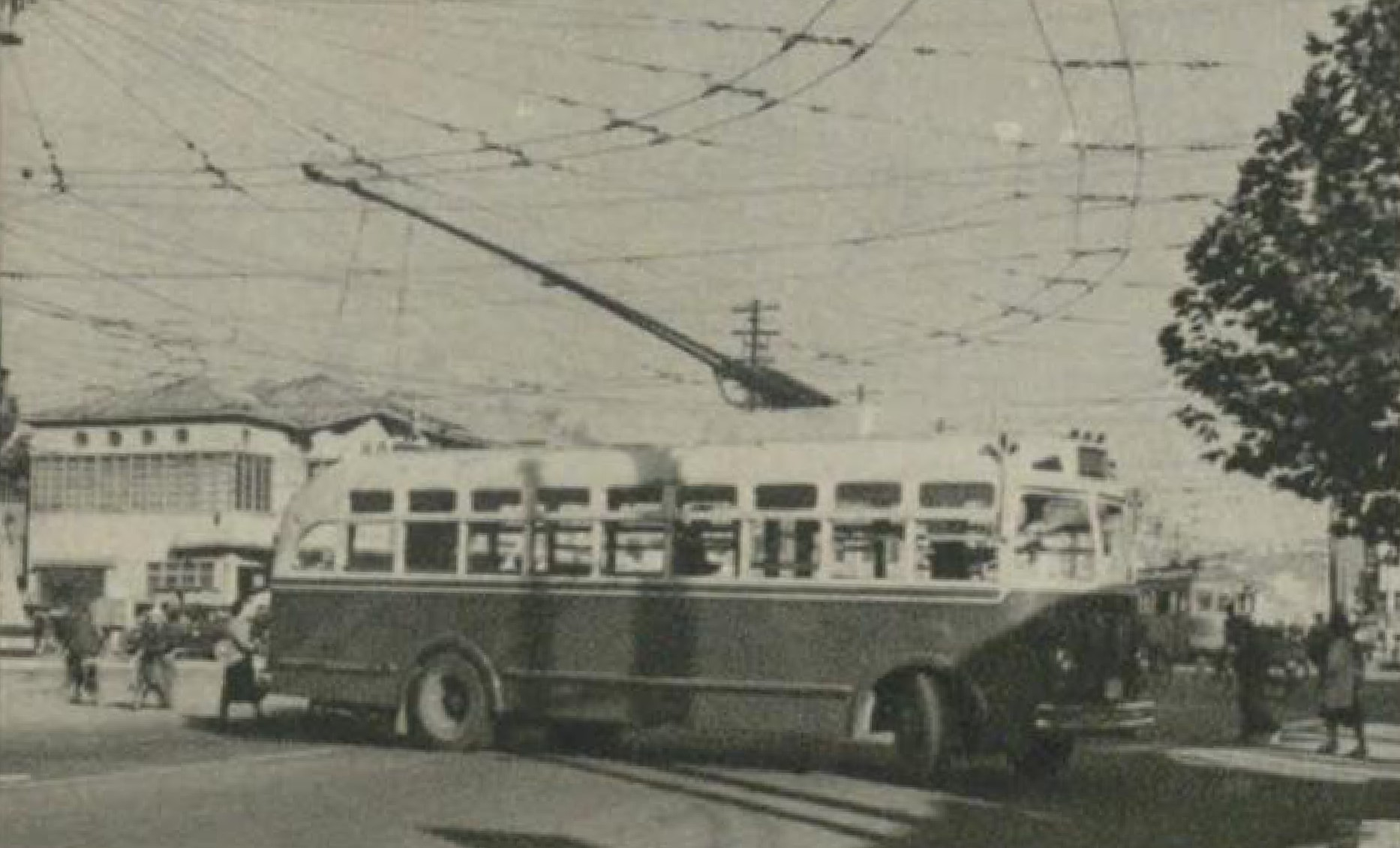
京都市営トロリーバス（1954年）

都市交通機関として初めて開業したのは、1932年の京都市電気局（現在の京都市交通局）の京都市営トロリーバスである。その後、1943年（昭和18年）に名古屋市交通局の名古屋市営トロリーバスが開業するまでこれが日本唯一のトロリーバス路線であった。
戦後になって、多くの大都市にトロリーバス路線が開業した。その背景には、当時の内燃機関のバスは大型化には対応していたが、依然として出力性能が低く頻繁な整備が必要な上、騒音や振動にも改善の必要がある状況だったため、電車の技術を応用して車体の大型化に対応できるトロリーバスに期待が集まったこと、また路面電車に比べて建設費が1/3で済むことなどがあった。しかし架線下しか走れないこと、モータリゼーションによる自動車の増加で道路混雑が激化したため定時運行が困難になったこと、また性能の良いエンジンを持った大型バスの開発が進んだことなどから、1960年代後半から1970年代初めにかけて順次廃止されていった。
都市型トロリーバスで最後に開業・廃止されたのは横浜市交通局の横浜市営トロリーバスで、1959年に開業、1972年に廃止された。路線バスに比べて車両の費用が高く、また他都市のほとんどのトロリーバスが廃止されたため、車両新造や部品調達に支障をきたすこと、横浜市交通局が財政再建団体に指定されたことにより廃止される横浜市電と共用の変電所を単独で維持することが難しいことなどの理由により、市電と同時に廃止された。

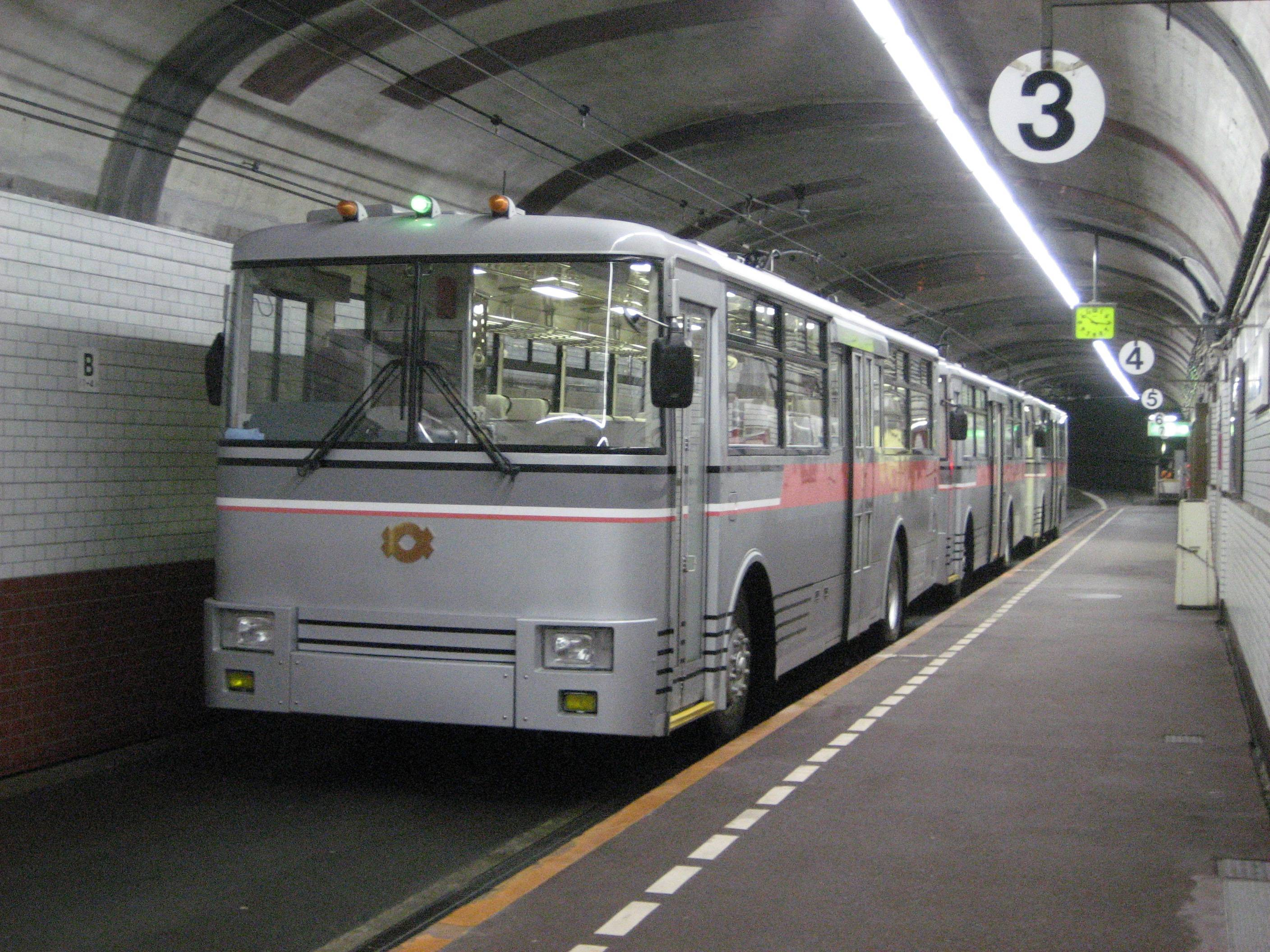
関西電力関電トンネルトロリーバス（2007年）

一方、1964年には関西電力が黒部峡谷（富山県）に建設した関電トンネルで関電トンネルトロリーバス（黒部ダム駅 - 扇沢駅）の運行を開始。日本から都市交通としてのトロリーバスが消滅したあとも運行を継続し、長きにわたり日本唯一のトロリーバスとして知られた。そして、1996年には関電トンネルトロリーバスと同じく立山黒部アルペンルートを構成する立山黒部貫光がそれまでのディーゼルバスから転換し、立山トンネルトロリーバス（室堂駅 - 大観峰駅）の運行を開始した。これは同路線の全区間がトンネルであるため、換気に困難を伴うことと、周辺が国立公園であることによる自然環境への配慮から、関電トンネルトロリーバスに倣って排気ガスを出さないトロリーバスに置き換えられたものである。その後、関電トンネルトロリーバスは2018年11月30日にてトロリーバスでの運行を終了し、電気バスに置き換えられ、2018年12月以降は立山トンネルトロリーバスが日本における唯一のトロリーバスとなっていた。こちらの路線も同様に電気バスへ置き換えられることとなり、2024年11月30日の運行をもってトロリーバスでの運行を終了した。これにより日本のトロリーバスは全廃となった。

#### 法規上の扱い
日本の法令上は無軌条電車（むきじょうでんしゃ）とされ、鉄道の一種として扱われている。かつては無軌道電車（むきどうでんしゃ）と呼ばれていたが、「無軌道」には「常軌を逸した」という意味もあり悪い印象を与えるとして「無軌条電車」に改められた。1947年（昭和22年）以降、法規上は無軌条電車という鉄道の一種に分類され、軌道法または鉄道事業法が適用される。無軌条電車運転規則のほか、路線が公道上なら道路交通法に則って運行される。
運転士は大型二種免許に加え、動力車操縦者運転免許（無軌条電車運転免許）も取得しなければならない。大型二種運転免許を保持している者に対しては、無軌条電車運転免許の技能試験以外の試験が免除される（かつては試験すべてが免除されたが、2009年（平成21年）の省令改正により技能試験は免除対象外（改正前に取得したものは既得権）となった）。なお2001年に開業したバス車両を利用した案内軌条式鉄道（ガイドウェイバス）である名古屋ガイドウェイバスも「電気車」ではないが、法規上はこれらに分類されている。
公道上を走るトロリーバスは道路交通法の適用を受け、信号機や横断歩道などの規制の適用を受ける。ただし、分類としてはトロリーバスは同法の自動車には含まれず、同法の車両には含まれる。
一方でトロリーバスは公道を走る車両であっても道路運送車両法の規制は受けない。従って陸運局（当時）への登録、自賠責保険および車検は不要であり、（自動車としての）ナンバープレートも付いていない。

#### 路線一覧

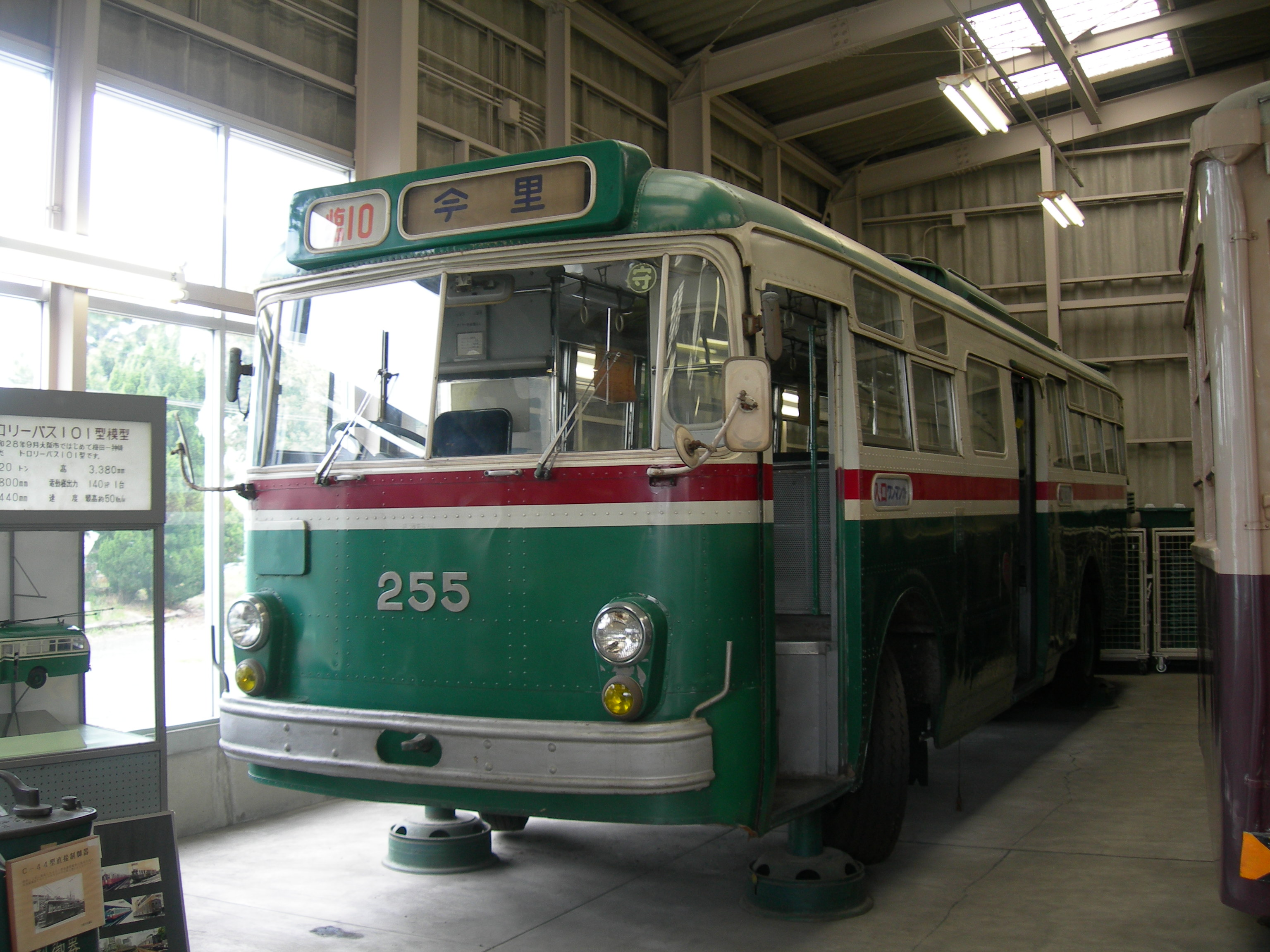
大阪市交通局のトロリーバス（保存車）

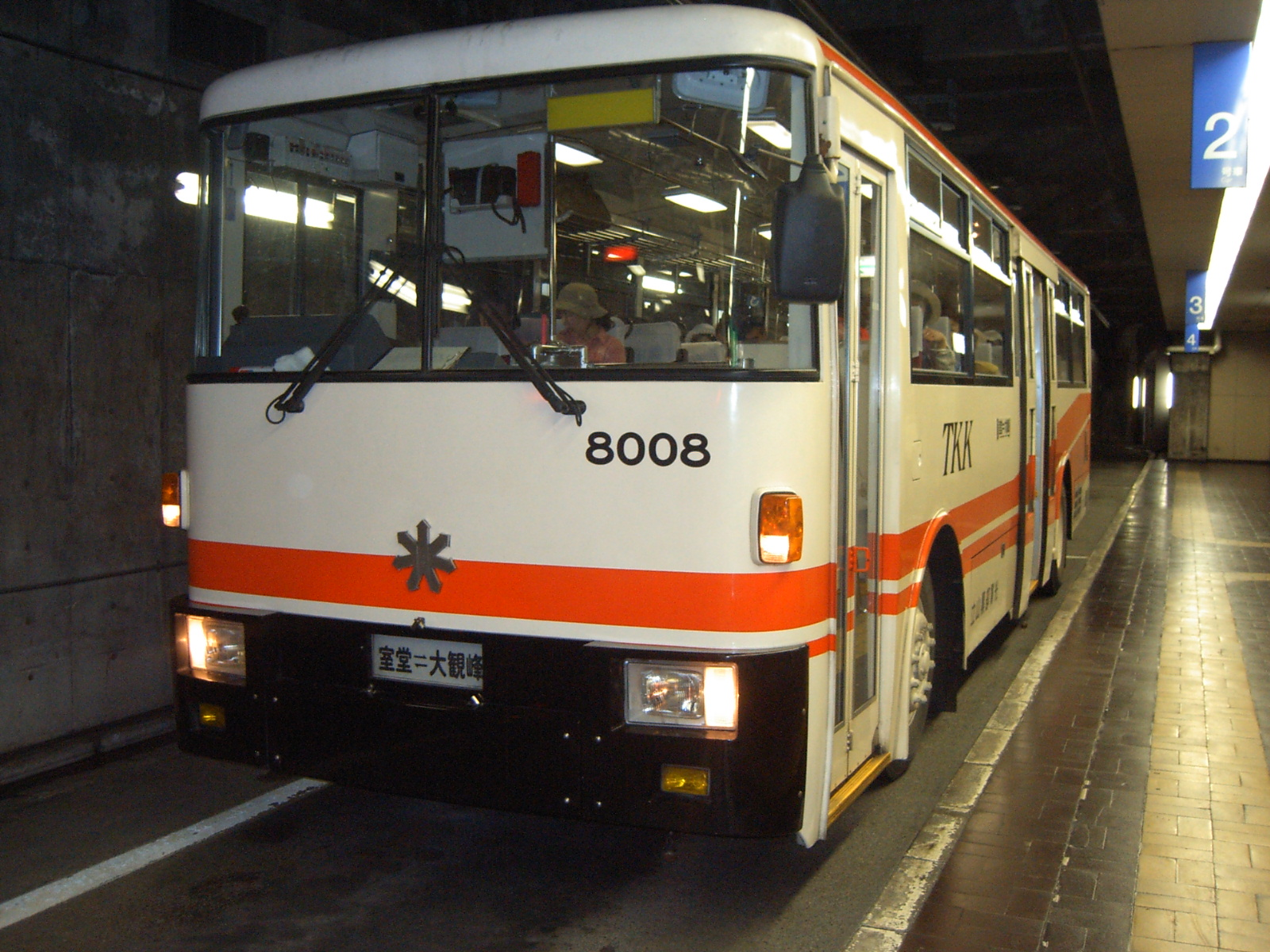
立山黒部貫光立山トンネルトロリーバス

- 東京都区部 - 都営トロリーバス（東京都交通局）：1952年5月20日開業、1968年9月30日廃止。軌道法適用。
- 川崎市 - 川崎市営トロリーバス（川崎市交通局）：1951年3月1日開業、1967年5月1日廃止。軌道法適用。
- 横浜市 - 横浜市営トロリーバス（横浜市交通局）：1959年7月16日開業、1972年4月1日廃止。軌道法適用。
- 名古屋市 - 名古屋市営トロリーバス（名古屋市交通局）：1943年5月10日開業、1951年1月16日廃止。軌道法適用。
- 京都市 - 京都市営トロリーバス（京都市交通局）：1932年4月1日開業、1969年10月1日廃止。軌道法適用。
- 大阪市 - 大阪市営トロリーバス（大阪市交通局）：1953年9月1日開業、1970年6月15日廃止。軌道法適用。
- 宝塚市・川西市 - 日本無軌道電車：1928年8月1日開業、1932年1月休止、同年4月廃止。軌道法適用。
- 大町市・立山町（立山黒部アルペンルート） - 関電トンネルトロリーバス（関西電力）
1964年8月1日開業、2018年12月1日トロリーバス（無軌条電車）事業廃止（最終運行は11月30日）[13][14]。
立山黒部アルペンルート内の黒部ダム駅 - 扇沢駅間（6.1km）。鉄道事業法適用の無軌条電車路線であった。
2019年4月15日から、車載パンタグラフ方式の超急速充電可能な電気バスによる専用道を走るバス路線に転換[15][16]。
- 立山町（立山黒部アルペンルート） - 立山トンネルトロリーバス（立山黒部貫光）
ディーゼルバスによる専用道を走るバス路線からの転換により1996年4月23日開業、2024年12月1日トロリーバス（無軌条電車）事業廃止（最終運行は11月30日）[11][17]。
立山黒部アルペンルート内の室堂駅 - 大観峰駅（3.7km）。鉄道事業法適用の無軌条電車路線であった。
2025年4月15日から、バッテリー方式の電気バスによる専用道を走るバス路線に転換。

#### 未成線
- 長岡市 - 長岡市（長岡市営無軌条電車）
- 千葉市[18]
- 西宮市 - 摂津電気自動車（阪神電気鉄道傘下）
- 姫路市 - 姫路市が姫路市駅前 - 伊伝居 - 仁豊野と錦町 - 下手野、本町 - 市川橋通を計画するも[19][20]1953年に未開業線廃止となる[21]。
- 平塚市・伊勢原市 - 神奈川中央交通が平塚駅から現在の平94系統の経路で伊勢原駅を経由して大山登山鉄道（未成線：大山観光電鉄大山鋼索線に接続する大山駅 - 追分駅間のロープウェイ）の大山駅に至る路線を計画していた[22]。
- 養老電気鉄道 - 養老駅-養老公園間、1哩[23]。計画は当時のバスでは超大型（定員24人）車両2台を日本輸送機製作所（現在の三菱ロジスネクスト・日本無軌道電車と同じ）で製作するはずであった[24]。
- 熊本市 - 1950年に燃料費節約と輸送力増大を図り龍田口-子飼橋間への設置が検討された[25][26]。1958年頃までに水害などを考慮して断念している[要出典]。

### トロリーバス技術の最新動向

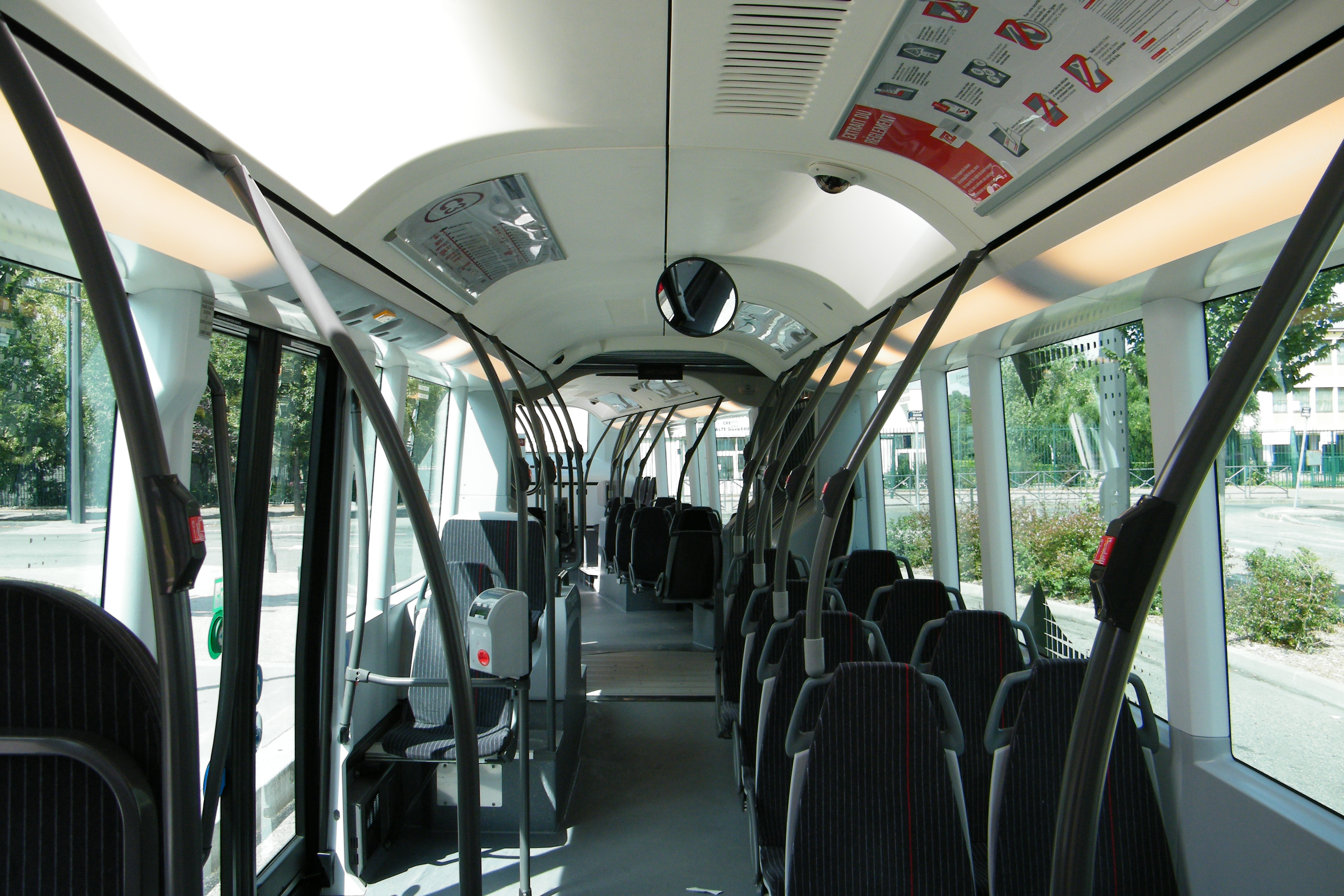
連接低床トロリーバスであるCristalisの車内

現在はバス低床化が進んでおり、イリスバス社のCristalisなどのようにインホイールモーターを用いたノンステップ車が開発されている。
また、景観上の問題その他で架線の張れない区間用に新しいデュアルモード車も開発されている。ディーゼル 発電機を搭載したトロリー給電とのハイブリッド型やバッテリー技術の向上による蓄電池を搭載した車両が開発され、架線のない道路でより長距離を走行できるようになった。ディーゼル発電機を搭載したハイブリッドトロリーバスは、ニュージーランドやアメリカ ボストンのシルバーラインで採用されているネオプラン社製のものや、主にフランスで採用されているイリスバス社製のCristalisがある。中国ではバス停に併設された給電軌条にパンタグラフを押しつけてバス停で電池に充電する車両が実用化されている。イタリアでは一時期磁力ピックアップ方式による路面給電式のトロリーバス (Stream) が試験運転されたが、こちらは成績が芳しくなく本格採用には至っていない。ローマのトロリーバスは、終端のテルミニ駅付近の往復3キロメートルに架線が張られておらずバッテリーで走行している。
もう一つの技術革新は、ハンドル操作が不要のガイドウェイ技術の導入である。ドイツで一時期運行されていたローラー式に代わって、21世紀初頭には非接触のガイドウェイ式トロリーバスが試作されている。代表的なものは、光学式と磁力式である。光学式は地面にペイントされた白線をカメラで読み取って操舵するものである。磁力式は地面に埋め込んだ磁石を頼りに操舵するものである。前者はイリスバスのCIVISなど、後者はオランダのPhileasで採用されている。CIVIS・Phileasともに電気駆動のハイブリッドバスとして設計されており、トロリー給電のほか、ディーゼル発電のバスとして走行することも可能である。なお、CIVISはディーゼル発電のみのバス仕様のものしか採用されていない。
フランスのナンシーではボンバルディア・トランスポーテーションが開発した“TVR”というシステムのゴムタイヤトラムが採用されている。これは一本の案内レールに沿ってゴムタイヤで走行する路面電車に近いものだが、一部区間は案内レールがなくトロリーバスのような走行をしている。ただし、案内レールへの接続トラブルが頻発したため、TVRはナンシーとカーンの2都市のみの採用に留まっている。また、ガイドレールのカーブ区間で脱輪する事故が相次ぐなど、高速走行ができないという欠点も指摘されている。
また、近年普及しているハイブリッドバスの技術開発はトロリーバスにも大きな影響を与えているが、特にトロリーバスへのディーゼル発電機やバッテリーの搭載は、ハイブリッドバスや非接触充電式のバッテリーのみで走行するバスに比べ、頻繁な充放電による電池の劣化が少なく電池交換のコストが低い点で評価できる。

## トロリーバスが存在する主な都市

### アジア
東南アジアでは唯一シンガポールで運行されていたが（「シンガポールのトロリーバス」を参照）、1962年に廃止された。アジア太平洋圏ではトロリーバスが廃止傾向にある。

#### 中華人民共和国
- 北京 - 北京トロリーバス
- 広州
- 上海 - 上海トロリーバス
- 武漢
- 青島
- 済南
- 太原
- 杭州
- 洛陽
- 大連

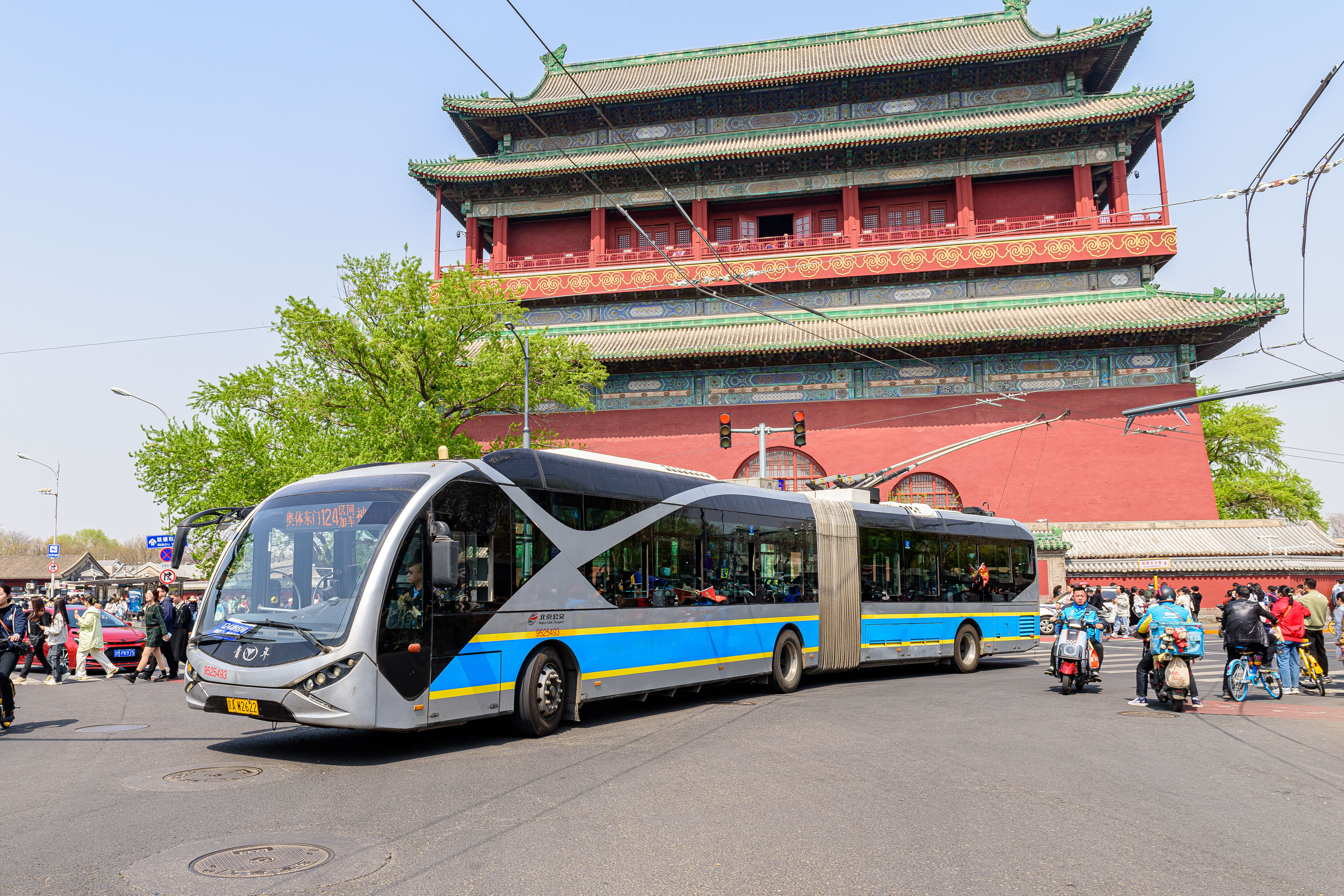
中国、北京のトロリーバス（BJD-WG180N）

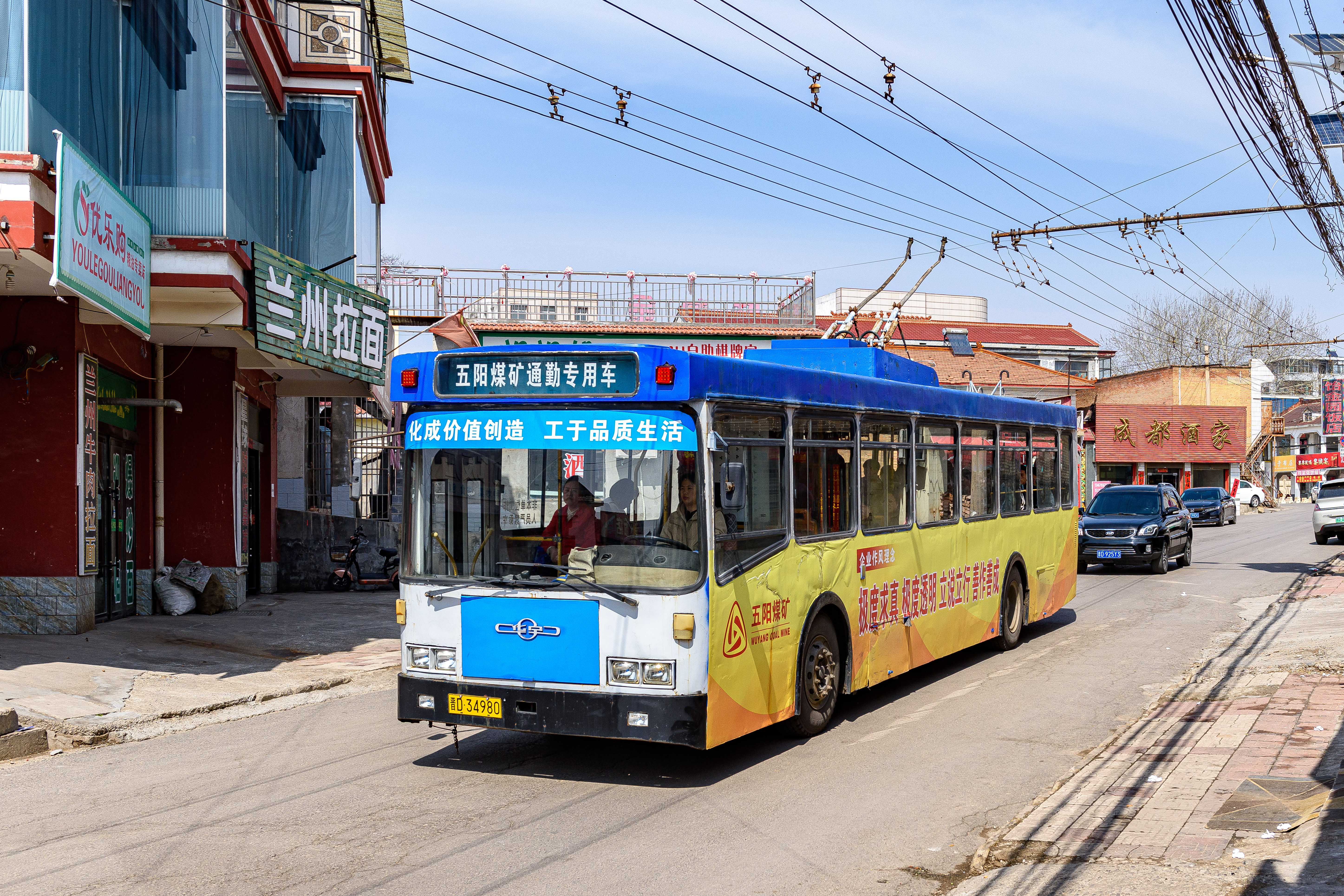
中国、長治市襄垣県五陽炭鉱のトロリーバス（BJD-WG120）

なお、中国ではトロリーバスのことを「無軌電車」または単に「電車」という。

#### 北朝鮮
- 平壌
- 清津

北朝鮮の標準語（文化語）では「無軌道電車」（무궤도 전차、ムグェドジョンチャ、Mugwedo jŏncha）という（韓国側では「トロリーバス」（트롤리버스、トゥロルリボス、Teurolli beoseu））。

#### モンゴル国
- ウランバートル
  - バスとともに市営のウランバートル市交通局で運行。車体などを製造しているのは、国営の「電気軌道」社。
  - ウランバートル駅 - ボタニク間を運行するトロリーバスは300トゥグルク。

#### ネパール
- カトマンズ - カトマンズ・トロリーバス
  - 2009年まで運行していた。

#### キルギス
- ビシュケク - ビシュケク・トロリーバス
- オシ - オシ・トロリーバス
- ナルン - ナルン・トロリーバス

#### ウズベキスタン
- タシュケント - タシュケント市営トロリーバス
  - 2010年に廃止。
- ウルゲンチ ヒヴァ  - ウルゲンチ・トロリーバス

#### ロシア
- ウラジオストク
- ハバロフスク
- イルクーツク
- ノヴォシビルスク
- モスクワ - モスクワ・トロリーバス

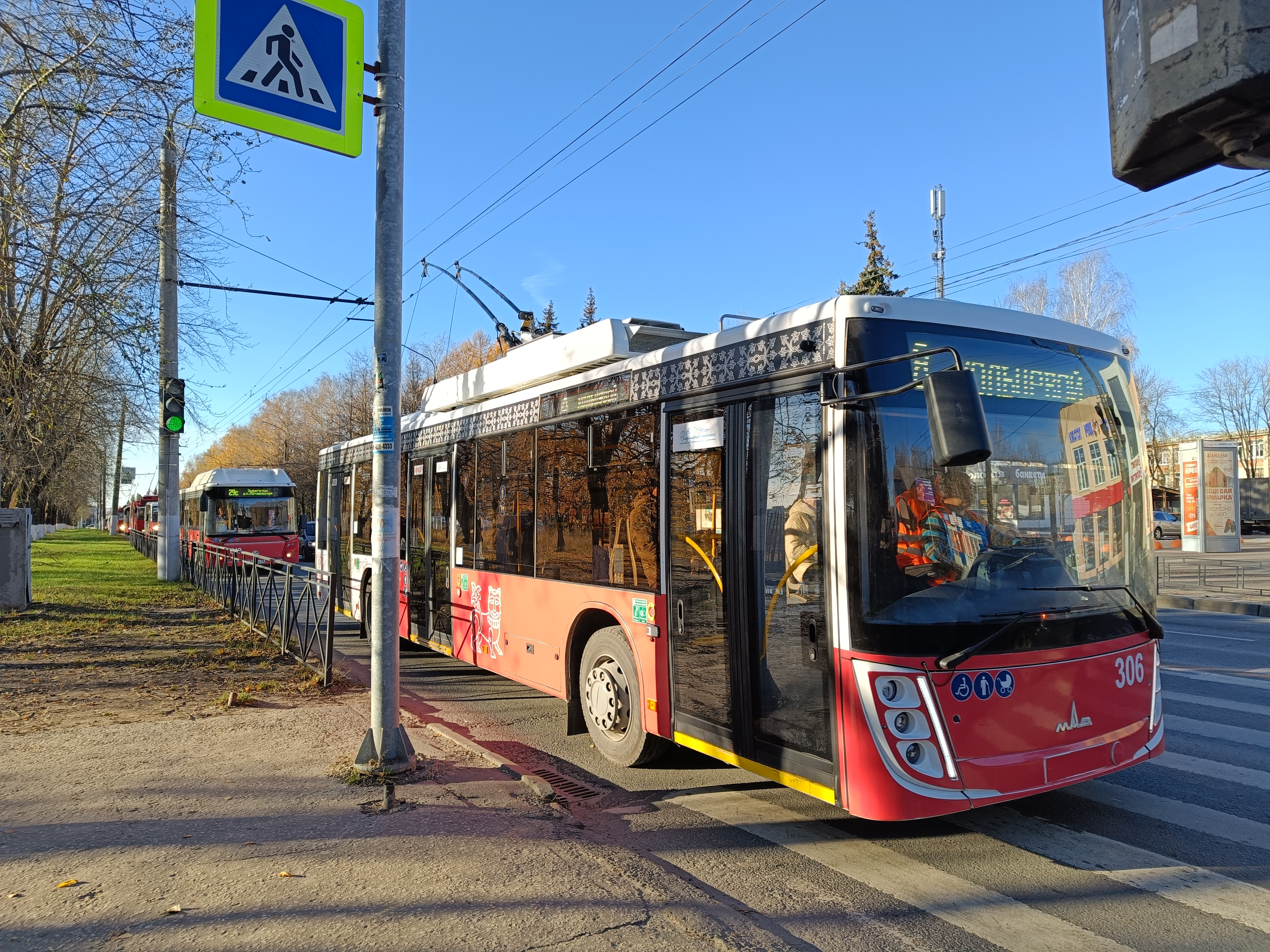
ウラジーミル、新しいトロリーバスMAZ-203T20

- サンクトペテルブルク - サンクトペテルブルク・トロリーバス
- ペトロザヴォーツク
- カルーガ
- エカテリンブルク
- アバカン
- アルマヴィル
- アストラハン
- ベルゴロド
- ブリャンスク
- ノヴゴロド
- ヴォルゴグラード
- クリミア半島 - クリミア・トロリーバス（ウクライナ領だがロシアが実効支配）
- ウラジーミル

ロシア国内ではこのほかの多くの都市でもトロリーバスが運行されている。

### アメリカ大陸

#### カナダ
- エドモントン - エドモントン・トロリーバス
- バンクーバー、バーナビー - バンクーバー・トロリーバス

#### アメリカ合衆国

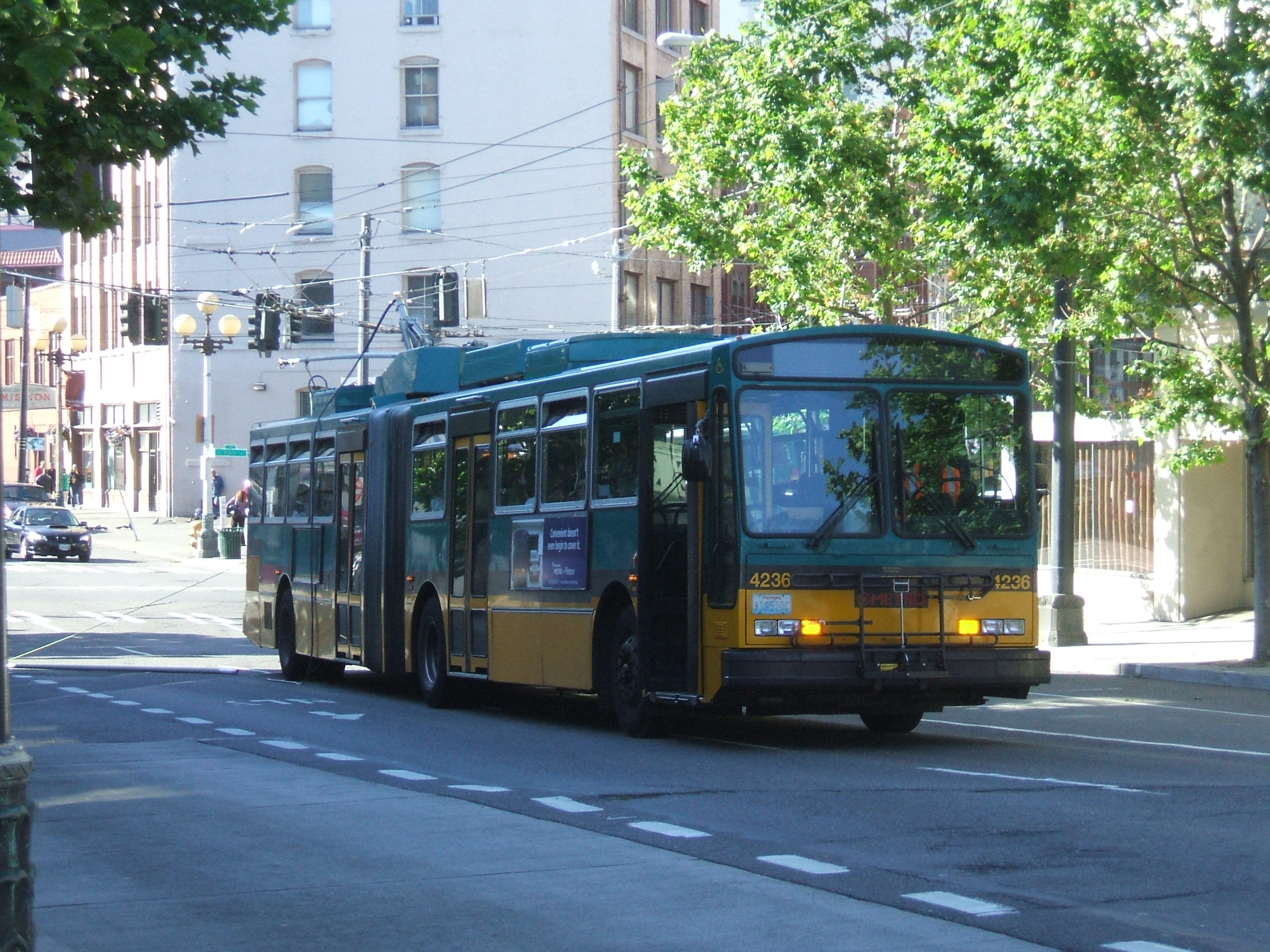
シアトル市内にて、ポールが離線して立ち往生した連接車を捉えたもの。シアトルは米大陸最大級のトロリーバス網を持つ

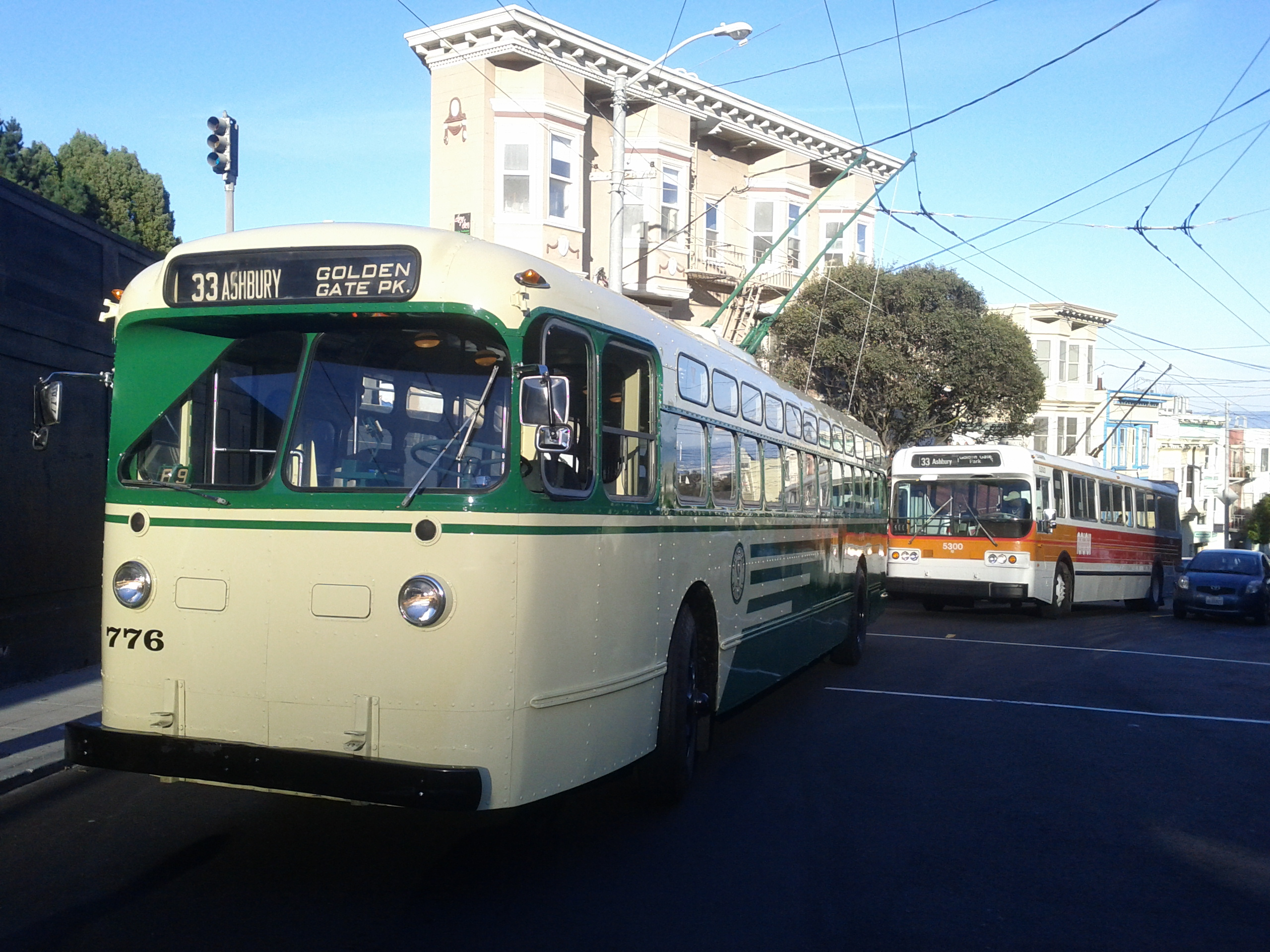
サンフランシスコ市営鉄道のトロリーバスの動態保存車（前後とも）

- サンフランシスコ - サンフランシスコ・トロリーバス（英語版）
- シアトル - シアトル・トロリーバス
- ボストン - ボストン・トロリーバス（英語版）（2022年3月運転終了）[27]シルバーライン（英語版）（2023年6月運転終了）[28]。
- フィラデルフィア - フィラデルフィア・トロリーバス（英語版）
- デイトン - デイトン・トロリーバス

#### メキシコ
- メキシコシティ

#### ブラジル
- サンパウロ

#### チリ
- バルパライソ

### オセアニア

#### ニュージーランド
- ウェリントン - 2017年に廃止。

### ヨーロッパ

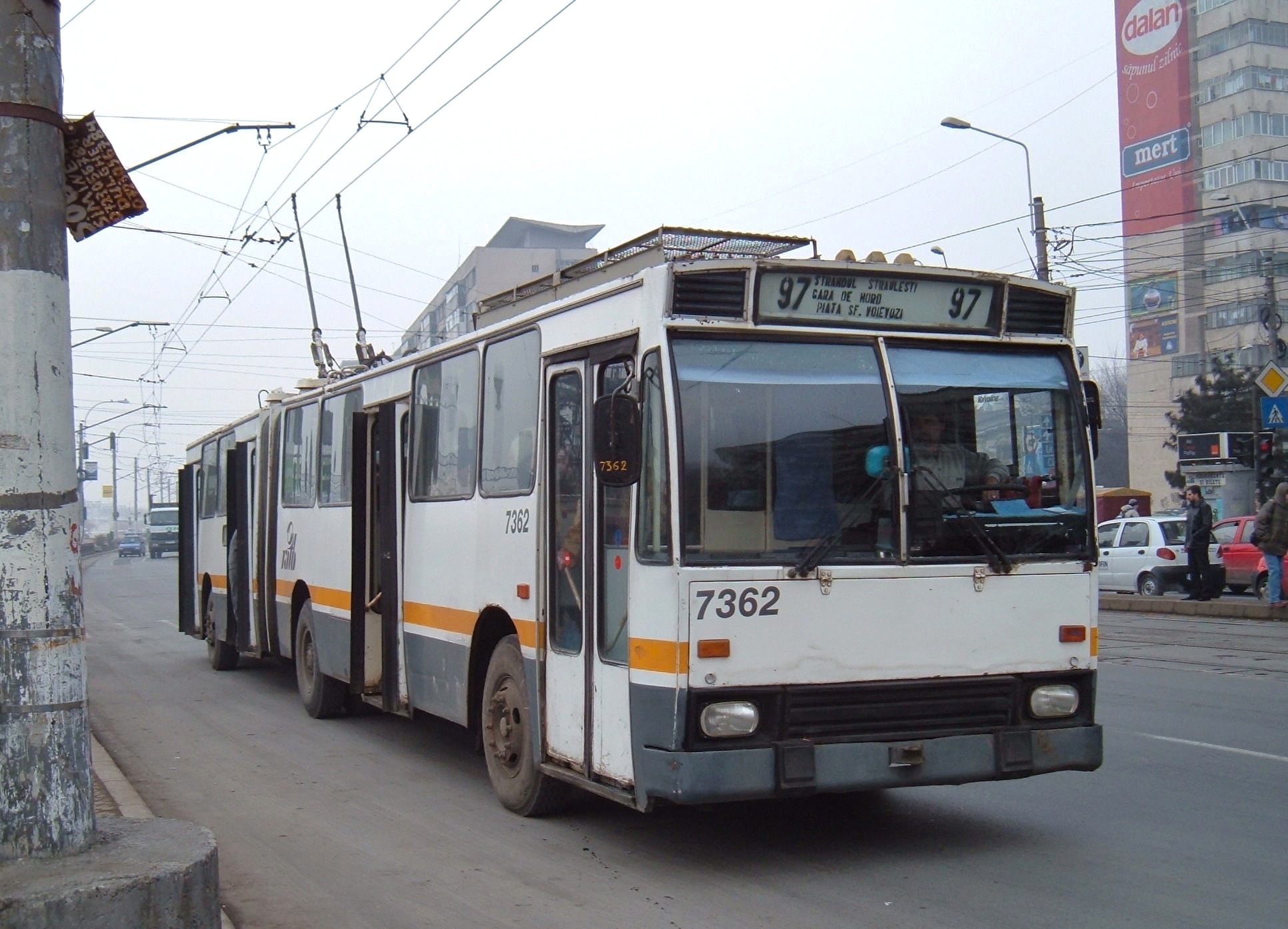
ブカレスト、ルーマニアの旧DAC 117Eトロリーバス, 2006年

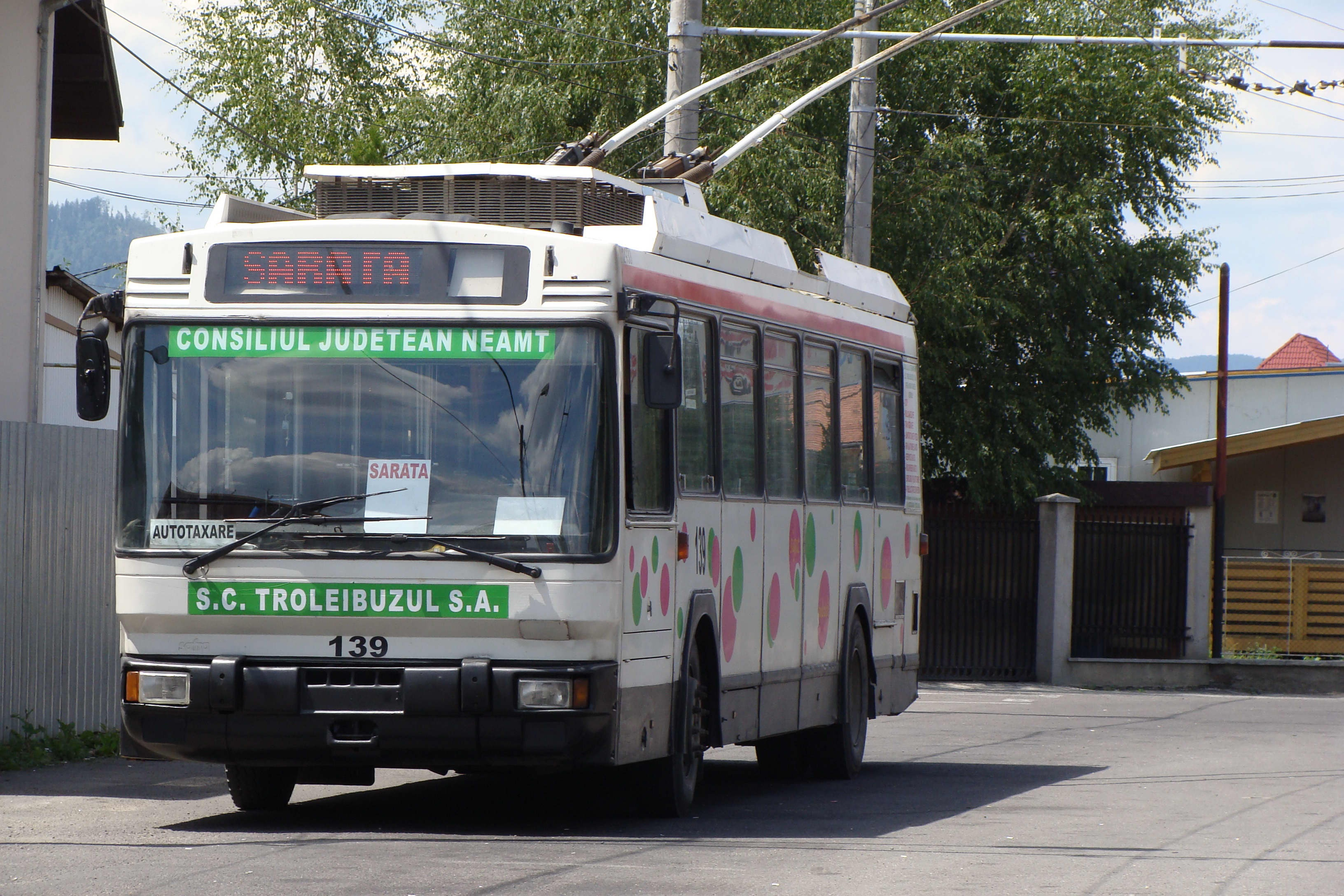
以前はTCLリヨンが運営していたルノーER100トロリーバス（ピアトラ・ネアムツ、2017年)

#### オランダ
- アーネム - アーネム・トロリーバス
  - ディーゼルバスとトロリーバスの機構を併せ持つ「デュオバス」が導入されている。

#### ベルギー
- ヘント - ヘント・トロリーバス
  - 2009年に廃止。

#### フランス
- リヨン（リヨン・トロリーバス） - フランス最大のトロリーバス路線網を持つ。LRTとの交差がある。
- サン＝テティエンヌ（サン＝テティエンヌ・トロリーバス） - LRTとの交差がある。
- リモージュ（リモージュ・トロリーバス）
- ナンシー（ナンシー・トロリーバス） - 2025年4月に運行開始予定[29]。

#### イタリア
- ローマ - 2005年に新規開業した。テルミニ駅付近約1キロメートルは架線を張らずバッテリーで走行する。
- ミラノ
- ヴェンティミリア - サンレーモ
- ラ・スペーツィア
- ジェノヴァ
- ボローニャ
- モーデナ
- パルマ
- リーミニ
- アンコーナ
- ナポリ
- バーリ - 休止中。
- カリャリ

#### ドイツ
- ゾーリンゲン - ゾーリンゲン・トロリーバス
- エーベルスヴァルデ - エーベルスヴァルデ・トロリーバス
- エスリンゲン・アム・ネッカー - エスリンゲン・アム・ネッカー・トロリーバス

#### ギリシャ
- アテネ

#### スウェーデン
- ランズクルーナ - ランズクルーナ・トロリーバス

#### ノルウェー
- ベルゲン

#### オーストリア
- ザルツブルク
- インスブルック
- リンツ - リンツ・トロリーバス

#### スイス
- チューリッヒ
- シャフハウゼン
- ジュネーヴ
- バーゼル
- ベルン
- ルツェルン
- ローザンヌ

スイス国内ではこのほかの都市でもトロリーバスが運行されている。

#### スペイン
- カステリョン・デ・ラ・プラナ - 2008年開業。光学ガイド式。

#### ベラルーシ
- ミンスク

など。

#### ウクライナ
- キーウ
- チェルカースィ
- フメリニツキー
- ヘルソン
- ハルキウ
- チェルニウツィー
- テルノーピリ
- スームィ
- スラヴャンスク
- リウネ
- チェルニーヒウ
- ポルタヴァ
- オデッサ
- ムィコラーイウ
- マキイフカ
- ルーツィク
- クロピヴニツキー
- クルィヴィーイ・リーフ
- クレメンチューク
- クラマトルスク
- リシチャンシク*
- バフムート*
- マリウポリ*
- リヴィウ
- クリミア半島 - クリミア・トロリーバス（ロシアが実効支配）

*現在ロシアのウクライナ侵攻のため休止

#### エストニア
- タリン - タリン・トロ*

#### リトアニア
- ヴィリニュス - ヴィリニュス・トロリーバス
- カウナス - カウナス・トロリーバス

#### ラトビア
- リガ - リガ・トロリーバス

#### アルメニア
- エレバン - エレバン・トロリーバス

#### ジョージア
- スフミ - スフミ・トロリーバス

#### チェコ
- プルゼニ
- ブルノ
- イフラヴァ

など。

#### スロヴァキア
- ブラチスラヴァ

など。

#### ハンガリー
- ブダペスト
- セゲド

など。

#### セルビア

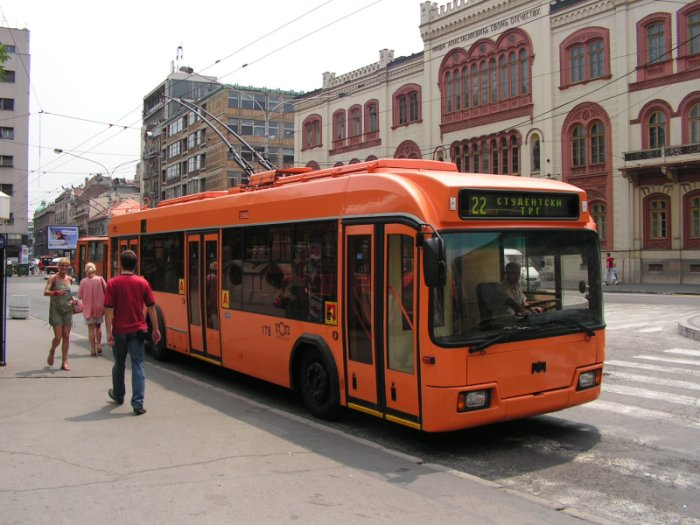
セルビア、GSPベオグラードのトロリーバス

- ベオグラード

#### ボスニア・ヘルツェゴビナ
- サラエヴォ

#### ブルガリア
- ソフィア
- プロブディフ

#### モルドバ
- キシナウ

## 主なトロリーバスの製造メーカー
- 大阪車輌工業（日本） - 日本唯一のトロリーバス製造メーカー。立山黒部貫光8000形無軌条電車や関西電力300形無軌条電車を製造した。
- イリスバス（Irisbus、フランス） - ルノーとフィアット・イベコのバス部門が合流したバス製造会社。現在はフィアット資本。トロリーバスはホイルインモーターとディーゼルハイブリッドが特徴のCristalisと、光学式ガイドのCIVISを製造。
- ネオプラン（Neoplan、ドイツ） - ドイツの老舗メーカー。ドイツやスイスへの納入実績が多い。
- ヘス（Hess、スイス） - Light Tramという3連接の大型トロリーバスを開発した。
- ソラリス（Solaris、ポーランド） - 東欧改革で誕生した新興のバス製造会社。トロリーバスは、トロリーノ (Trolino) ブランドで製造。ローマへの納入実績がある。